# 30 anni di canzoni d'amore
30 anni di canzoni d'amore è un album del cantante italiano Johnny Dorelli del 1964 pubblicato su etichetta CGD.

## Descrizione
Nel 1964 Dorelli incide il suo primo album di cover (il secondo Le canzoni che piacciono a lei, verrà inciso nove anni più tardi), composto da classici della musica italiana appartenenti ai trent'anni precedenti, incisi in chiave confidenziale e swing su arrangiamenti e direzione d'orchestra di Enzo Ceragioli. 

## Edizioni
L'album ottenne grande successo, tanto da essere ristampato più volte nel corso degli anni. La prima stampa del 1964 presenta una foto di Dorelli in bianco e nero su sfondo bianco con label blu e numero di catalogo FG 5010.
La prima ristampa del 1967 mantiene la stessa foto di copertina ma una label dai colori e dalla grafica differenti (rosso e oro) e stesso numero di catalogo. 
Nel 1974 l'album viene ristampato mantenendo la stessa foto di copertina ma con una laber ancora diversa, questa volta in grigio e stesso numero di catalogo. 
Nel 1977 l'album viene ristampato per l'etichetta economica Record Bazaar di proprietà CGD con un diverso artwork e foto di copertina, in LP e musicassetta con numero di catalogo RB 141. 
Nel 1985 l'album viene ristampato nuovamente in LP per la serie economica Musica sempre della CGD con numero di catalogo LSM 1037, ripristinando la copertina originale del 1964. L'album non è mai stato ristampato in CD, per il digitale o per lo streaming, ad eccezione di quattro tracce inserite in alcune compilation in CD, digitali e per lo streaming: Non dimenticar...(le mie parole), Arrivederci Roma, Roma non far la stupida stasera e Parlami d'amore Mariù.

## Tracce
Lato A
1. Parlami d'amore Mariù
2. Nostalgico slow
3. Non dimenticar...(le mie parole)
4. Un giorno ti dirò
5. Bambina innamorata
6. Silenzioso slow
7. Melodie al chiaro di luna
8. Il giovanotto matto

Lato B
1. Quando piange il ciel
2. Che musetto!
3. Scalinatella
4. Amore baciami
5. T'ho voluto bene
6. Arrivederci Roma
7. Angela
8. Roma non fa la stupida stasera